# 高雄港港史館
22°37′06″N 120°16′46″E / 22.618282°N 120.279443°E
高雄港港史館，是位於臺灣高雄市鼓山區的建築物，於民國九十二年（2003年）2月26日公告為歷史建築。該建築是高雄港第二期築港工程時興建，曾作為稅關、港務局辦公處所使用。另外此建築在某方面來說其實是未完成建築，由於財政因素，該建築只完成了計劃的三分之一便宣佈完工。
高雄港務局局本部遷走後，此建築改為港史館，於2002年11月28日正式開放。

## 沿革
高雄港港史館之建築於大正五年（1916年）開始動工，但由於第一次世界大戰爆發、物價波動等因素，該建築在昭和十二年（1937年）時由於政府財政緊縮直接宣佈完工，另有說法認為此建築在大正六年（1917年）年即宣佈完工，之後該建築作為台灣總督府財務局派駐打狗港區專責徵收砂糖消費稅的官吏出張所的辦公廳舍，大正11年（1922年）該建築一樓作為稅關高雄支署使用，昭和9年（1934年）7月1日台灣的稅關組織進行重要改制，稅關高雄支署改制為高雄稅關，與基隆稅關是全台唯二的海關最高單位。昭和11年（1936年）位於新濱碼頭的高雄稅關新廳舍完工，此建築便改由交通局高雄海事出張所進駐。昭和十八年（1943年）台灣總督府整合高雄州港務部、交通局高雄海事出張所和高雄稅關等單位而成為高雄港務局，其主要廳舍便是使用本建築。港務局由中華民國交通部接收後仍繼續使用到民國八十三年（1994年）為止，而後一度有拆除打算，於民國八十六年（1997年）決定作為港史館。港史館於2002年11月28日正式開放。

## 建築
港史館是兩層樓高的折衷式樣磚造建築，其正立面並不對稱，大門偏左，而大門右邊開有兩個長方形窗，二樓則是兩個弧拱窗，至於大門左邊一樓則開了一扇圓拱窗，二樓則是三扇細長條窗。
而建築物的西邊牆壁為洗石子，窗戶數少，東邊牆壁則是磚牆，有數扇窗戶。